# Wilsveen
Wilsveen est un hameau situé dans la commune néerlandaise de Leidschendam-Voorburg, dans la province de la Hollande-Méridionale. Le 1er janvier 2007, le hameau comptait 140 habitants.

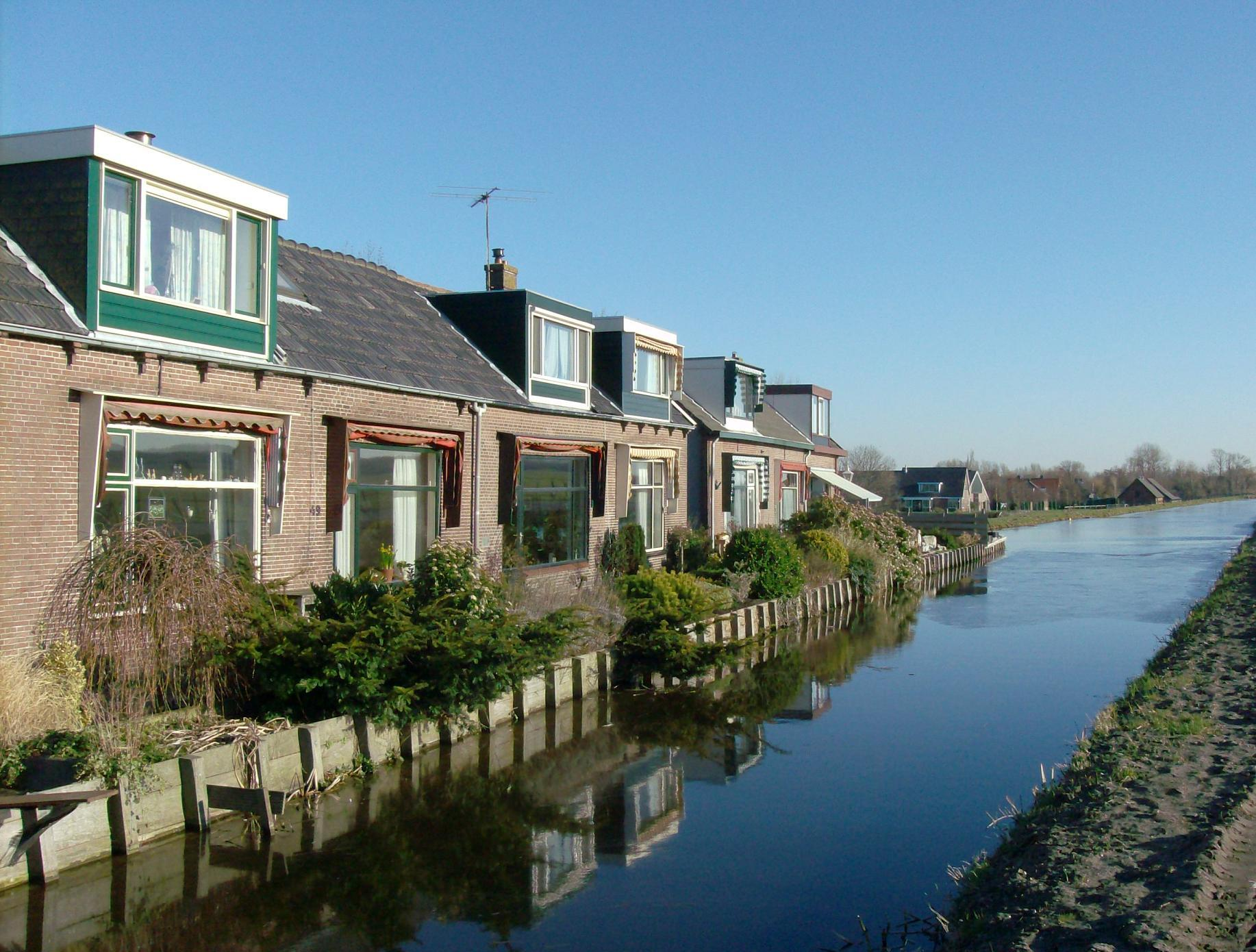
Maisons à Wilsveen, le long de l'eau